# Berthold Wahjudi
Berthold Wahjudi (* 1993 in Hamburg) ist ein deutscher Regisseur und Drehbuchautor von Kurzfilmen.

## Leben
Berthold Wahjudi wurde 1993 in Hamburg geboren. Er studierte zunächst Arts & Sciences am University College London und der University of California. Ab 2016 studierte er Regie an der Hochschule für Fernsehen und Film München.
Seinen Kurzfilm Summer Hit, der von Gute Zeit Film in Kooperation mit der Hochschule für Fernsehen und Film München produziert wurde, stellte er im Januar 2019 beim Filmfestival Max Ophüls Preis vor. Beim Bundesfestival junger Film wurde er in der Kategorie Besonderes Drehbuch ausgezeichnet. Nach der Absage des South by Southwest Film Festivals, wo Summer Hit im März 2020 gezeigt werden sollte, stellten der Independentfilmverleih Oscilloscope Laboratories und das Technikunternehmen Mailchimp den Film 30 Tage lang kostenlos auf einer gemeinsamen Onlineplattform zur Verfügung. Hiernach können die Macher des Films entscheiden, ob sie ihn dort zwei weitere Jahre mit einer SVOD-Lizenz laufen lassen.

## Filmografie (Auswahl)
- 2014: Shelved (Kurzfilm)
- 2015: The other Side of the Fence (Kurzdokumentarfilm)
- 2016: Mirror Shards (Kurzfilm)
- 2018: Sommerloch (Kurzfilm)
- 2019: Summer Hit (Kurzfilm)
- 2022: Gör (Kurzfilm)

## Auszeichnungen (Auswahl)
Filmkunstwochen München
- 2020: Auszeichnung mit dem Starter-Filmpreis (Summer Hit)[3]

filmreif! – Bundesfestival junger Film
- 2019: Auszeichnung in der Kategorie Besonderes Drehbuch (Summer Hit)

South by Southwest Film Festival
- 2020: Nominierung für den Grand Jury Award – Narrative Short (Summer Hit)